# Herman Levin (militär)
Herman Levin, född 15 april 1894 i Nykil, Östergötlands län, död 1 januari 1984 i Nacka, Stockholms län, var en svensk militär (överste).

## Biografi
Levin avlade studentexamen 1912 och officersexamen 1914. Han blev underlöjtnant vid Första livgrenadjärregementet (I 4) samma år och löjtnant där 1919. Levin var kadettofficer vid Krigsskolan 1926–1931 och tjänstgjorde vid I 4 1928. Han blev kapten 1929. Levin var andre lärare vid Infanteriets stridsskola 1931–1932, var andre lärare vid Krigsskolan 1933–1934 och kompanichef där 1934–1937. Han blev major i armén 1936 och tjänstgjorde vid Svea livgarde (I 1) 1937. Han befordrades till överstelöjtnant 1940, till överste 1943 och var chef för Infanteriets stridsskola 1943–1945. Levin var chef för Gotlands infanteriregemente (I 18) 1945–1951 och för Norra skånska infanteriregementet (I 6) 1951–1954. Han blev ledamot av Kungliga Krigsvetenskapsakademien 1945.
Levin var son till inspektor Oskar Levin och Elin Jacobson. Han gifte sig 1918 med Ingeborg Ahrén (1896-1980), dotter till godsägaren Anders Anderson och Amelie Larsson. Han var far till Ingrid (född 1919) och Vera (född 1924).

## Utmärkelser
- Riddare av Svärdsorden, 1935.[3]
- Riddare av Vasaorden, 1937.[4]
- Kommendör av andra klassen av Svärdsorden, 6 juni 1947.[5]
- Kommendör av första klassen av Svärdsorden, 6 juni 1950.[6]
- Riddare av Belgiska Leopoldsorden.[1]
- Kommendör av Danska Dannebrogorden.[1]
- Konung Christian X:s Frihetsmedalj.[1]
- Centralförbundet för befälsutbildnings guldmedalj.[1]
- Sveriges skytteförbunds överstyrelses silvermedalj.[1]
- Riksförbundet Sveriges lottakårers silvermedalj.[1]
- Stockholms landstorms guldmedalj.[1]
- Gotlands befäls(utbildnings)förbunds guldmedalj.[1]
- Östergötlands landstorms silvermedalj.[1]
- Stockholms skytteförbunds silvermedalj.[1]
- Norra Skånska befäls(utbildnings)förbunds medalj.[1]